# Адмиралтейский арсенал
Адмиралтейский арсенал — историческое сооружение, одна из самых ранних построек на территории бывшей Херсонской крепости в Херсоне. Возведён в 1784 году для хранения вооружения и боеприпасов. Был крупнейшим арсеналом на территории юга Российской империи.
Архитектор — Викентий Ванрезант. Адрес здания — ул. Перекопская, 10.

## История
Арсенал в Херсоне возводился инженером Иваном Струговщиковым по проекту Ванрезанта с 1784 по 1788 годы. Первоначально здание имело флигели с большими четырёхколонными портиками, которые выходили на Дворцовую площадь и соединялись полукруглым одноэтажным корпусом, идущим в глубину квартала. Это способствовало расширению зрительного пространства площади, а само здание арсенала гармонировало по объёмам с дворцом генерал-губернатора, который стоял напротив.
Здание арсенала относилось к сооружениям Херсонской крепости и его основная функция изначально была военная. Здесь хранились артиллерийские орудия, оружие и снаряды. Когда крепость перестала функционировать как военная, то оружие и боеприпасы из адмиралтейского арсенала были вывезены.
В 1802 году здание значительно пострадало от сильного землетрясения. В 1812 году его перестроили по проекту губернского архитектора И. В. Ярославского в стиле ампир. 
В 1923 году в здании арсенала расположился Херсонский уездный дом принудительных общественных работ. В постсоветское время там находились: Следственный изолятор №28, а также телецентр и комитет по телерадиовещанию.